# Odontestis mesonephele
Odontestis mesonephele är en fjärilsart som beskrevs av George Thomas Bethune-Baker 1909. Odontestis mesonephele ingår i släktet Odontestis och familjen trågspinnare. Inga underarter finns listade i Catalogue of Life.